# Kazjurol
Kazjurol war eine schwedische Crossover-Band aus Fagersta, die im Jahr 1986 gegründet wurde und sich etwa 1991 auflöste.

## Geschichte
Die Band wurde im Jahr 1986 von Mitgliedern der Hardcore-Punk-Band Rescues in Future als Nebenprojekt gegründet. Die Band war erstmals im Jahr 1987 auf der Split-Veröffentlichung Breaking the Silence zu hören. 1988 folgte das Demo namens A Lesson in Love. Da die Band eine Beziehung zu Peter Ahlqvist hatte, dem das Label Uproar Records gehörte und welcher später auch Burning Heart Records gründen sollte, erreichte die Band einen Vertrag bei Uproar Records. Ahlqvist sorgte dafür, der Band leichter größere Auftritte zu verschaffen. Über Active Records erschien im Jahr 1990 das Debütalbum Dance Tarantella, worauf Sänger Kjelle Granqist durch Tomas Bengtsson ersetzt wurde. Auf der nächsten EP Bodyslam war Henka „Gator“ Ahlberg als neuer Sänger zu hören. Auf der EP coverte die Band die Bad Brains, Venom, Stormtroopers of Death und Cro-Mags. Ein weiteres Hardcore-Punk-Cover steuerte die Band für die Kompilation A Tribute of Memories bei, worauf die Gruppe ein Lied von Discharge coverte. Im Begleitschreiben zum Bodyslam-Rezensionsexemplar ging die Band auf Abstand zu ihrem erst vor einem Jahr veröffentlichten Album und gelobte, sich zu verbessern, wozu es nicht mehr kommen konnte, weil sie sich danach auflöste.

## Stil
Laut Stefan Glas vom Metal Hammer seien auf Dance Tarantella im Gegensatz zu Messenger of Death keine Hardcore-Punk-Einflüsse mehr vorhanden. Stattdessen hätten die Thrash-Metal-Einflüsse zugenommen. Auf Bodyslam besinne sich die Band laut Glas auf ihre Hardcore-Punk-Wurzeln zurück, da sie hierauf hauptsächlich Bands aus diesem Genre covere.

## Diskografie
- 1987: The Earlslaughter (Demo, Eigenveröffentlichung)
- 1987: Please Wake Up (Demo, Eigenveröffentlichung)
- 1987: Messengers of Death (Single, Uproar Records)
- 1987: Breaking the Silence (Split mit The Instigators, Homo Picnic und Quod Massacre, Artcore Records)
- 1988: A Lesson in Love (Demo, Eigenveröffentlichung)
- 1990: Dance Tarantella (Album, Active Records)
- 1991: Concealed Hallucinations (Single, Burning Heart Records)
- 1991: Toothcombing Reality's Surroundings (EP, Burning Heart Records)
- 1991: Bodyslam (EP, Burning Heart Records)